# 春苅島

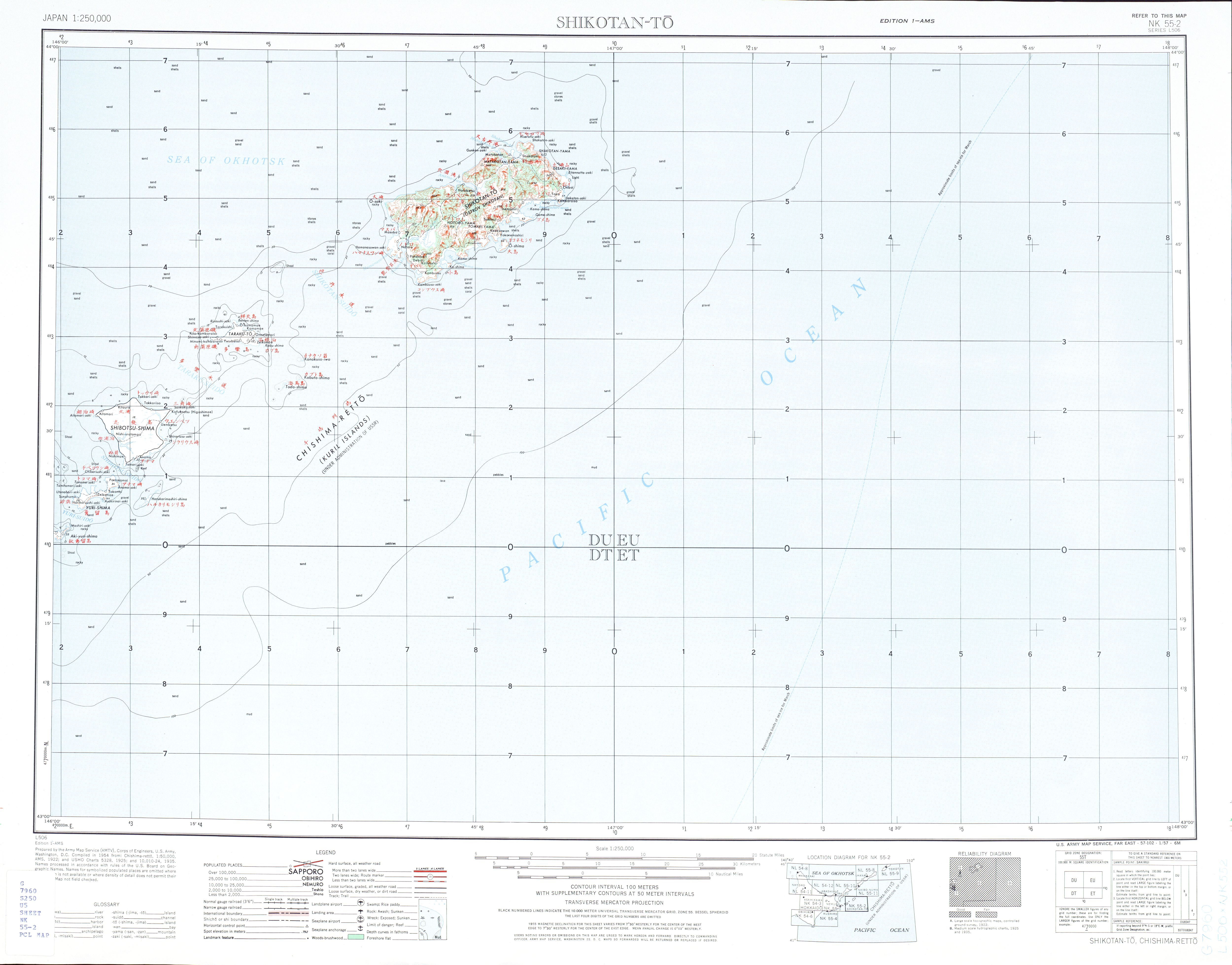
昭和29年の色丹島・歯舞群島（多楽島・海馬島・志発島・春苅茂尻島・勇留島・秋勇留島）

春苅島（はるかるとう）は、いわゆる北方領土の歯舞群島にある一島。無人島。ロシア名はハルカル島（о. Харкар）。
ハルカルモシリまたは春苅茂尻島（はるかりもしりとう）とも呼ばれ、アイヌ語の「ハル・カル・コタン（オオウバユリの鱗茎・採取すること・村→オオウバユリの鱗茎・採取すること・村）」または「ハルカルモシリにあるコタン（村）」に由来する。
納沙布日誌には「ハルカルモシリ」と記されている（モシリはアイヌ語で「島」を意味する）。

## 地理
勇留島の東の沖合に位置し、上の島、中の島、下の島からなる。総面積は2平方キロメートル。

## 歴史
江戸時代には、樹木が無いが飲水は有り、アイヌは「夷船」で春苅島へ渡っていたと記されている。
また、霧が深く東には岩礁があり、北・西・南の三方は岸が深く、やはり暗礁が多いとも記録されている
寛政11年（1799年）にネモロ（根室）とアッケシ（厚岸）両場所のアイヌが立会い、秋勇留島とともに双方の入会地となった。
明治時代には珸瑶瑁村の一部となり、後に歯舞村に属し、戦前は中の島にのみ6人住んでいた。
現在はロシア連邦の占領・実効支配下にある。日本も領有権を主張しており、1959年より根室市に編入されている。
ラッコの繁殖地であり、納沙布岬でもたびたびその姿が確認されている。